# آكل العسل المفوف
آكل العسل المُفَوَّف (أبيض الخطوط) (الاسم العلمي: Meliphaga albilineata) (بالإنجليزية: White-lined Honeyeater)‏ هو نوع من الطيور يتبع جنس آكل العسل من فصيلة آكلات العسل.